# Jagelloni

Stemma degli Jagelloni in un manoscritto del XVI secolo

Gli Jagelloni o Iagelloni o Jagelloniani (AFI: /jaʤelˈloni/; in lituano Jogailaičiai; in polacco Jagiellonowie; in ungherese Jagelló-ház; in ceco Jagellonci) furono una dinastia reale originaria della Lituania, discendenti della dinastia lituana dei Gediminidi, che regnò in diversi paesi dell'Europa centrale (Stati dell'odierna Polonia, Lituania, Bielorussia, Ucraina, Lettonia, Estonia, Prussia Orientale, Cechia, e parte della Russia e dell'Ungheria) tra il XIV secolo e il XVI secolo.
Furono prima granduchi di Lituania, dal 1377 al 1392, e poi re di Polonia dal 1386 al 1572, re di Ungheria dal 1440 al 1444 e dal 1490 al 1526, e re di Boemia dal 1471 al 1526.
Il regno degli ultimi due re Jagelloni, Sigismondo I Jagello e Sigismondo II Augusto, dal 1506 al 1572, ma più in generale l'intero XVI secolo, è considerato l'Età dell'Oro della cultura polacca grazie alla fioritura dell'agricoltura, delle arti e dell'architettura, della cultura in generale e del miglioramento delle condizioni di vita e l'espansione delle città (come Cracovia e Danzica), influenzati dal Rinascimento italiano che caratterizzerà tutta la Renesans (Rinascita) della Polonia.

## Etimologia
Il nome deriva da Jogaila (in polacco Jagiełło), il primo re polacco della dinastia. In polacco, la dinastia è detta Jagiellonowie (singolare: Jagiellon, aggettivo, usato per indicare i membri della dinastia, e femminile: Jagiellonka); in lituano è detta Jogailaičiai (sing.: Jogailaitis), in bielorusso Ягайлавічы (Jagajłavičy, sing.: Ягайлавіч, Jagajłavič), in ungherese Jagellók (sing.: Jagelló), e in ceco Jagellonci (sing.: Jagellonec; aggettivo: Jagellonský), conosciuto meglio come Jagello o Jagellon (fem. Jagellonica) in latino. In tutte le variazioni del nome, la lettera J deve essere pronunciata come la i in iato e la g' come in gabbia.

## Origini della dinastia
I Gediminidi, i predecessori immediati della dinastia, furono i monarchi della Lituania medioevale che godevano del titolo di didysis kunigaikštis che potrebbe essere tradotto con Sommo Sovrano.

Stemma degli Jagelloni

Jogaila, l'eponimo primo governante Jagelloniano ovvero Władysław Jagiełło, iniziò come Granduca di Lituania. Egli si convertì al cristianesimo e sposò l'undicenne Jadwiga, la seconda dei governanti Angioini di Polonia, divenendo così Re di Polonia e fondando la dinastia. All'epoca si fece chiamare Re Ladislao (ovvero Władysław) senza un numero ordinale, ma gli storici successivi si sono riferiti a lui come a Ladislao II (di Polonia), V (di Lituania) o talvolta come a Ladislao II Jagiello di Polonia e Lituania.
Il regno dei Piast, la precedente casa reale polacca (ca. 962–1370), era finito con la morte di Casimiro III.

## Regnanti Jagelloni

### Polonia e Lituania
Gli Jagelloni furono regnanti ereditari di Polonia e Lituania.
I regnanti Jagelloni della Polonia-Lituania (con le date di regno tra parentesi) furono:
- Ladislao (Władysław II Jagiełło) (in Lituania 1377–1401; in Polonia 1386–1434) (noto anche come Ladislao II Jagellone)
- Ladislao III (1434–1444)
- Casimiro IV (1447–1492)
- Giovanni Alberto (1492–1501)
- Alessandro (1501–1505)
- Sigismondo (1506–1548)
- Sigismondo Augusto (1548–1572) (noto anche come Sigismondo II)

Dopo Sigismondo II Augusto, la dinastia subì ulteriori cambiamenti. Eredi di Sigismondo II erano le sue sorelle, Anna Jagellona e Caterina Jagellona. Quest'ultima sposò il duca Giovanni di Finlandia, che nel 1569 divenne re Giovanni III Vasa di Svezia e al quale diede un figlio, Sigismondo III Vasa. Di conseguenza, il ramo polacco degli Jagelloni si fuse con il Casato dei Vasa, che governò la Polonia dal 1587 al 1668. Durante l'intervallo, tra gli altri regnò il transilvano Stefano I Báthory, marito di Anna, che non ebbe figli.

### Boemia e Ungheria
Dalla seconda metà del XV secolo gli Jagelloni stabilirono anche un controllo dinastico sui regni di Boemia (dal 1470) e Ungheria (dal 1491), con Ladislao Jagiello, che diversi autori chiamano Vladislao II.
I re Jagelloni di Boemia e Ungheria furono:
- Ladislao II di Boemia e Ungheria, figlio di Casimiro IV.
- Luigi Jagiello, figlio di Ladislao II. Con l'improvvisa morte in battaglia di Luigi, nel 1526, si estinse la discendenza reale maschile.
- Anna Jagellone, sorella di Luigi. Suo marito Ferdinando I del Sacro Romano Impero venne eletto re di Boemia in base ai diritti della moglie alla morte del fratello Luigi II, Ferdinando venne anche eletto re d'Ungheria in disputa con Giovanni Zápolya prima e con Giovanni II Sigismondo Zápolya poi.
- Isabella Jagiełło, figlia di Sigismondo I Jagellone, regina d'Ungheria e moglie di Giovanni Zápolya.